# Der Duellist
Der Duellist (russisch Дуэлянт Dueljant) ist ein russisches Filmdrama mit Abenteuer- und Actionfilm-Elementen aus dem Jahr 2016 von Alexei Misgirjow, der auch das Drehbuch schrieb.

## Handlung
Sankt Petersburg 1860: Der ehemalige Offizier Pjotr Yakovlev verdient seinen Lebensunterhalt, indem er sich gegen Geld an Stelle anderer auf den tödlichen Kampf Mann gegen Mann einlässt. Dank seiner übernatürlichen Fähigkeiten am Revolver ist er stets Sieger. Allerdings ist sein Dasein als Duellist lediglich Tarnung. Er will sich an Graf Beklemishev rächen, der ihn einst ins Exil verbannte. Als er erfährt, dass die von ihm verehrte Marfa Tuchkova dem Grafen als Frau versprochen wurde, beschließt er, dass es Zeit wird, seinen Racheplan umzusetzen.
Yakovlev wurde vor fünf Jahren im Gefecht schwer verletzt. Er wurde rechtzeitig gefunden und unter dem Wrack eines Bootes hervorgezogen. Eine Schamanin sprach Heilzauber, um ihn zu retten, und verlieh ihm die Unverwundbarkeit in Duellen. Nachdem er beschlossen hatte, Tuchkov zu eliminieren, greift der Graf erneut auf die Dienste des Barons, in dessen Dienst Yakovlev steht, zurück. Beim Kartenspielen verliert er 10.000 Rubel. Da er sich weigert, den Betrag zu zahlen, tappt Tuchkov in eine Falle. Die Freunde des Barons behaupten, eine solche Ehrenschuld könne nur durch ein Duell gelöst werden. Yakovlev verpflichtet sich, die Interessen des Barons zu verteidigen. Beklemishevs Handlanger, der vorgibt, ein Freund Tuchkovs zu sein, wird an dessen Stelle kämpfen. Während die beiden sich dem Duellplatz nähern, stolpert Tuchkov und drückt versehentlich den Abzug. Die Gruppe beschließt, ihn zu lynchen und seine Schwester mit dem Grafen Beklemishev zu vermählen.
Tuchkov ist deprimiert, aber Yakovlev rettet ihn, indem er Beklemishevs Handlanger mit einem Querschläger tötet. Der Graf, der unter dem Schutz der kaiserlichen Offiziersgesellschaft steht, kann unversehrt verschwinden. Tuchkov bittet Yakovlev um Schutz, aber dieser lehnt mit der Begründung ab, er müsse den Grafen Beklemishev im Duell erschießen. Beklemishev befiehlt dem Baron, Yakovlev töten zu lassen, worauf dieser unfreiwillig zustimmt. Zu diesem Zwecke heuert er eine Gruppe Verbrecher an, die kurz darauf die Kutsche, in der Tuchkov und Yakovlev reisen, überfallen.
Während des Überfalls wird Tuchkov getötet. Yakovlev kann die Banditen dank seiner Nahkampferfahrung unschädlich machen. Er erreicht Marfa Tuchkova und erzählt dieser die Geschichte. Yakovlev fordert Beklemishev öffentlich zum Duell heraus. Großfürstin Aleksandra Iosifovna versucht, dies zu verhindern, muss sich aber dem Druck der Masse ergeben. Der Baron schießt zuerst, wird allerdings von Yakovlev erschossen.

## Hintergrund
Der Film ist in China verboten. In Nebenrollen sind die deutschen Schauspieler Franziska Petri und Martin Wuttke zu sehen.

## Kritik
„Eine abwegige Romanze und kitschige Soap-Opera-Elemente treiben dem Film im letzten Drittel seinen reizvoll entschleunigten Ton aus, während er durch die lakonische Nüchternheit des Hauptdarstellers für sich einnimmt.“

„Visuell berauschendes, aber zu verworren konstruiertes Schicksalsdrama, das sich nur mühsam erschließt.“

Cinema schreibt außerdem, dass „die farbenprächtigen, extrem plastischen Bilder […] zwar einen verführerischen Sog“ entwickeln, doch wird die Erzählstruktur als zu verwirrend kritisiert und das macht es dem Zuschauer zunächst nicht leicht, der an sich nicht übermäßig komplizierten Geschichte zu folgen.